# Peter Thoday
Peter Ralph Thoday (* 30. Oktober 1934; † 5. Mai 2023) war ein englischer Gärtner, Gartenautor und Fernsehmoderator.

## Leben
Thoday war der Sohn von Ralph Thoday, Obergärtner am St John’s College in Cambridge und dessen Frau Mabel Ellis. Er litt an Legasthenie und war daher in der Schule wenig erfolgreich. Nach dem Militärdienst bei der RAF machte er Anfang der 1950er eine Lehre im Botanischen Garten der Universität Cambridge, bevor er in Ostafrika in einer Gärtnerei arbeitete und schließlich an der Universität Bristol Assistent für Botanik wurde. Danach war er Senior Lecturer in Landscape Management an der University of Bath, nach der Gründung einer eigenen Firma Thoday Associates im Jahr 1990, Visiting Lecturer für denselben Studiengang, bis dieser 1993 abgeschafft wurde.
Thoday war auch bei der Einrichtung von Tim Smits Lost Gardens of Heligan und dem Eden Project in Cornwall beteiligt. In Heligan war er seit 1987 zusammen mit Philip Macmillan-Browse gärtnerischer Berater, später gärtnerischer Direktor.
Thoday war seit 1970 mit Anne Thompson verheiratet, sie hatten zwei Kinder, Helen und David. Er lebte in Faircross House, Box Hill, Corsham in Wiltshire.

## Fernsehkarriere
Zusammen mit dem Gärtner Harry Dodson präsentierte Thoday die populäre 13-teilige Serie „The Victorian Kitchen Garden“  (1987), „The Victorian Kitchen“ (1989, acht Episoden), „The Victorian Flower Garden“ (1991, acht Episoden) und „Wartime Kitchen and Garden“ (1993, acht Episoden) der BBC, letztere mit Ruth Mott als Köchin. Die Serien wurden von Jennifer Davies produziert und im Gut Chilton in Leverton, Berkshire gedreht, wo Dodson seit 1947 als Gärtner gearbeitet hatte. Ab 1981 gehörte der Garten Dodson, der ihn als Marktgarten betrieb. Er verstarb 2005. Die BBC wählte Thoday aus, weil er einem verlassenen Küchengarten in Glamorgan benutzt hatte, um Gärtner auszubilden, als er Dozent an der University of Bath war. Thoday war auch an der Abfassung des Drehbuchs beteiligt.

## Ämter und Mitgliedschaften
- Präsident des Institute of Horticulture (1994–1996)
- Externer Prüfer in den Royal Botanic Gardens (Kew)
- Ehrenmitglied der Kew Guild (2014)
- Gründungsmitglied der „Federation to Promote Horticulture for Disabled People“ in den 1980er Jahren
- Vorsitzender des Sensory Trust (2001–2014)
- Careers Officer für das Oaklands Horticultural College in St Albans

## Auszeichnungen
- RHS Veitch Memorial Medal (2003)
- Victoria Medal of Honour (2022)

## Werke
- Two Blades of Grass, The Story of the Cultivation, Thoday Associates 2007. ISBN 978-0-9557033-0-0
- Cultivar, The Story of Man-Made Plants, Thoday Associates 2013. ISBN 978-0-9557033-1-7
- Plants and Planting on Landscape Sites: Selection and Supervision, CABI 2016. ISBN 978-1-78064-619-0